# Mikropaleontologia
Mikropaleontologia – dziedzina paleontologii zajmująca się małymi skamieniałościami (zazwyczaj poniżej 1–2 mm). Z reguły do ich obserwacji potrzebny jest mikroskop optyczny, czasem elektronowy.
Mikropaleontologia zajmuje się m.in. badaniem filogenezy taksonów mikroorganizmów. Niektóre grupy mikroskamieniałości np. akritarchy, konodonty, otwornice, kokolity oraz radiolarie mają bardzo duże znaczenie stratygraficzne, czyli służą do datowania skał osadowych.
W 1854 r. powstała pierwsza monografia poświęcona mikropaleontologii Mikrogeologie, autorstwa Ehrenberga, dając początek tej dziedzinie paleontologii.